# Игра престолов (5-й сезон)
Пятый сезон фэнтезийного драматического сериала «Игра престолов», премьера которого состоялась на канале HBO 12 апреля 2015 года, а заключительная серия вышла 14 июня 2015 года, состоит из 10 эпизодов и основан на книгах Джорджа Р. Р. Мартина «Пир стервятников» и «Танец с драконами», а также на некоторых завершающих главах книги «Буря мечей» и начальных — книги «Ветра зимы», которая не была завершена Мартином до написания сценария к пятому сезону. Также в сезоне есть события, которые отсутствуют в книжной серии. Сезон установил рекорд по премиям «Эмми» для сериала за один год, выиграв в 12 из 24 номинаций, включая лучший драматический сериал.

## Сюжет
В Миэрине Сыны Гарпии начали восстание против Дейенерис Таргариен. Чтобы восстановить мир и контроль, Дейенерис соглашается пойти на уступки в открытии бойцовых ям и берёт Хиздара зо Лорака в мужья.
Тирион Ланнистер и Варис прибывают в Пентос и начинают путешествие в Миэрин. В Волантисе Тириона похищает Джорах Мормонт, который отвозит его в Миэрин, пытаясь искупить вину перед Дейенерис, но она берёт Тириона в советники. Сыны Гарпии нападают на Дейенерис, но она улетает на Дрогоне, приземлившись в Дотракийском море.
На Стене выбранный новым лордом-командующим Ночного Дозора Джон Сноу заключает союз с Одичалыми. Они начинают эвакуацию Одичалых из Сурового Дома, когда на поселение нападают Белые Ходоки и их армии упырей. Сэмвелл Тарли и Лилли отправляются в Старомест, мейстер Эймон умирает, большая часть Ночного Дозора разочаровалась в руководстве Джона и считает его предателем. Они заманивают Джона в ловушку и закалывают его ножами, оставляя умирать.
Мизинец оставляет Робина Аррена на попечение Дома Ройсов и уезжает в Винтерфелл с Сансой Старк. В Винтерфелле Санса выходит замуж за Рамси Болтона, чтобы заключить союз между Долиной и Болтонами. Рамси подвергает Сансу физическому и психологическому насилию. Вонючка раскрывает Сансе, что он не убивал Брана и Рикона. Позже они вместе сбегают из Винтерфелла.
В своём лагере на Севере Станнис молча соглашается с требованием Мелисандры сжечь Ширен заживо в качестве жертвы Владыке Света. В результате Мелисандра сбегает в Чёрный Замок, Селиса совершает самоубийство, а половина сил Баратеонов дезертирует. Оставшиеся силы Баратеонов маршируют на Винтерфелл, но Болтоны побеждают их. После битвы раненого Станниса казнит Бриенна Тарт.
В Королевской Гавани Лансель Ланнистер становится членом секты «Воробьёв». После свадьбы Маргери Тирелл и Томмена Баратеона Серсея Ланнистер поддерживает возобновление Святого Воинства, военного крыла Веры Семерых. Воробьи начинают навязывать свои пуританские взгляды по всей Королевской Гавани, избавляя её от всех «грехов». Они заключают в тюрьму Лораса Тирелла и Маргери, а потом и саму Серсею за совершение различных грехов. Серсее разрешают вернуться в Красный замок после унизительной процедуры искупления.
В Дорне Песчаные Змейки, незаконнорождённые дочери Оберина Мартелла, вместе с Элларией Сэнд жаждут отомстить за его смерть. Джейме Ланнистер и Бронн отправляются в Дорн, чтобы спасти Мирцеллу Баратеон. Брат Оберина, Доран Мартелл, разрешает Джейме и Мирцелле уехать в Королевскую Гавань в сопровождении обручённого Мирцеллы, Тристана Мартелла. На пути в Королевскую Гавань Мирцелла умирает, отравленная Элларией.
Арья Старк прибывает в Браавос и начинает обучение у Безликих под руководством Якена Хгара и Бродяжки. Однако после прибытия Мерина Транта Арья крадёт лицо из Чёрно-Белого Дома и убивает его. По возвращении в храм Арья слепнет.

## Эпизоды
| № общий | № в сезоне | Название                                                            | Режиссёр        | Автор сценария              | Дата премьеры  | Зрители в США (млн) |
| --- | ---------- | ------------------------------------------------------------------- | --------------- | --------------------------- | -------------- | ------------------- |
| 41 | 1          | «Грядущие войны» «The Wars to Come»                                 | Майкл Словис    | Дэвид Бениофф и Д. Б. Уайсс | 12 апреля 2015 | 8,00                |
| Во флэшбеке ведьма-мейега рассказывает маленькой Серсее её мрачную судьбу. После похорон Тайвина Серсея отчитывает Джейме за то, что он освободил Тириона, а их кузен Лансель возвращается, став истово религиозным человеком. В Пентосе Тирион соглашается сопровождать Вариса до Миэрина, чтобы поддержать претензии Дейенерис. В Миэрине восставшие Сыны Гарпии убивают Безупречного, а Хиздар зо Лорак и Даарио Нахарис пытаются убедить Дейенерис вновь открыть бойцовые ямы. Запертые драконы атакуют Дейенерис, когда она приходит проведать их. В Долине Мизинец отдаёт Робина под заботу Дома Ройса и уезжает с Сансой, их караван проходит мимо Бриенны Тарт и Подрика Пейна. На Стене Станнис хочет, чтобы одичалые участвовали с ним в войне против Русе Болтона. Джон Сноу не смог убедить Манса Налётчика преклонить колени перед Станнисом, и тот приказывает сжечь Манса заживо. |            |                                                                     |                 |                             |                |                     |
| 42 | 2          | «Чёрно-Белый Дом» «The House of Black and White»                    | Майкл Словис    | Дэвид Бениофф и Д. Б. Уайсс | 19 апреля 2015 | 6,81                |
| Арья прибывает в Браавос, где её принимают в Чёрно-Белый Дом. Серсея отправляет Джейме в Дорн, чтобы вернуть Мирцеллу; Джейме нанимает Бронна и избавляет его от обручения с Лоллис. Подрик Пейн узнаёт Мизинца и Сансу в придорожном трактире; Бриенна Тарт пытается убедить Сансу в своей клятве верности Кейтилин Старк, но её отвергают. Джону Сноу обещают благородное имя и Винтерфелл, если он преклонит колени перед Станнисом; Сэмвелл выдвигает кандидатуру Джона на выборах 998-го лорда-командующего Ночным Дозором, и, благодаря решающему голосу мейстера Эймона, Сноу побеждает. Решение Дейенерис казнить бывшего раба, который убил захваченного члена Сынов Гарпии до того, как тот предстал перед справедливым судом, вызывает беспорядки. Когда Дейенерис разглядывает Миэрин с вершины цитадели, появляется Дрогон и тут же улетает в неизвестном направлении. |            |                                                                     |                 |                             |                |                     |
| 43 | 3          | «Его Воробейшество» «High Sparrow»                                  | Марк Майлод     | Дэвид Бениофф и Д. Б. Уайсс | 26 апреля 2015 | 6,71                |
| Маргери, выйдя замуж за Томмена, начинает манипулировать им, желая отправить Серсею в Утёс Кастерли. Бейлиш везёт Сансу Старк в Винтерфелл, чтобы заключить союз с Русе Болтоном через брак Сансы с его сыном Рамси. Джон Сноу отказывается от предложения Станниса. В Чёрно-Белом Доме Арье велят избавиться от всех личных вещей, но она сохраняет Иглу, спрятав её в груде камней. В Чёрном Замке сир Аллисер назначен Первым Разведчиком; Янос Слинт отказывается отправиться на восстановление крепости Серый Страж, и Сноу лично казнит его. Лансель находит Верховного септона в борделе Мизинца; Серсея решает обратиться к влиятельному лидеру нищенствующего ордена Воробьев — Его Воробейшеству. Прибыв в Волантис, Тирион посещает бордель, где его похищает Джорах Мормонт. |            |                                                                     |                 |                             |                |                     |
| 44 | 4          | «Сыны Гарпии» «Sons of the Harpy»                                   | Марк Майлод     | Дэйв Хилл                   | 3 мая 2015     | 6,82                |
| Воробьи захватывают Лораса Тирелла, Маргери приходит в бешенство, но Томмен оказывается слишком слабым, чтобы организовать его освобождение. Мелисандра пытается соблазнить Джона Сноу в попытке убедить его идти в Винтерфелл со Станнисом. В крипте Винтерфелла Бейлиш объявляет, что Серсея вызвала его в Королевскую Гавань. Перед уходом он пытается развеять опасения Сансы в отношении Рамси Болтона, говоря ей, что Станнис победит Болтонов и спасёт её. Бронн и Джейме тайком высаживаются в Дорне и убивают четырёх всадников, наткнувшихся на них. Песчаные Змейки узнают от морского капитана, что Джейме прибыл в Дорн за Мирцеллой; Эллария убеждает их отомстить за смерть Оберина, похитив Мирцеллу прежде, чем Джейме вмешается. Сир Джорах планирует получить прощение Дейенерис, приведя к ней Тириона. В Миэрине Хиздар зо Лорак снова просит Дейнерис открыть бойцовые ямы; Сыны Гарпии устраивают засаду на патруль Безупречных, в результате Серый Червь получает тяжёлое ранение, а Барристан Селми погибает. |            |                                                                     |                 |                             |                |                     |
| 45 | 5          | «Убей мальчишку» «Kill the Boy»                                     | Джереми Подесва | Брайан Когман               | 10 мая 2015    | 6,56                |
| Бриенна и Подрик останавливаются в гостинице недалеко от Винтерфелла и просят передать сообщение Сансе, которая воссоединилась с Вонючкой, ранее Теоном Грейджоем. Рамси заставляет Вонючку извиниться перед Сансой за убийство её младших братьев. На Стене Тормунд Великанья смерть принимает союз с Ночным Дозором в обмен на поселение к югу от Стены. Он говорит Джону, что большинство несогласных с ним Одичалых отправилось в Суровый Дом и что Джон должен будет пойти туда с ним на переговоры. Армия Станниса выступает на Винтерфелл вместе с Селисой и Ширен. В Миэрине Серый Червь поправляется под присмотром Миссандеи. Дейенерис скармливает драконам Визериону и Рейгалю рабовладельца — в отместку за смерть сира Барристана, а других заключает в тюрьму, но соглашается открыть бойцовые ямы и выйти замуж за Хиздара зо Лорака, чтобы принести мир в Миэрин. В море Тирион и Джорах проплывают через руины Валирии. Они видят, как над ними пролетает Дрогон, после чего на них нападает группа «каменных людей». Им удаётся уйти от них, но Джорах заражается серой хворью и держит это в секрете. |            |                                                                     |                 |                             |                |                     |
| 46 | 6          | «Непокорные, несгибаемые, несломленные» «Unbowed, Unbent, Unbroken» | Джереми Подесва | Брайан Когман               | 17 мая 2015    | 6,24                |
| Якен отводит Арью в комнату под храмом, где хранятся лица всех людей, умерших в храме. Джейме и Бронн добираются до Водных Садов, где находят Мирцеллу и пытаются её забрать. На них нападают Песчаные Змейки, но дорнийские гвардейцы быстро прекращают бой. Джорах и Тирион попадают в плен к работорговцам, Тириону удаётся убедить отвезти их в бойцовские ямы в Миэрине, так как Джорах хороший воин. Петир приводит Серсею в ярость, сообщив, что Русе планирует выдать Сансу замуж за Рамси, и убеждает её позволить ему возглавить рыцарей Долины в походе на Винтерфелл, чтобы уничтожить и Болтонов, и Станниса, в обмен прося назначить его Хранителем Севера. Оленна прибывает в Королевскую Гавань и предупреждает Серсею, что заключение Лораса поставило их союз в опасность. На святом дознании Лорас и Маргери утверждают, что нет никаких доказательств того, что Лорас — гомосексуалист. Однако Оливар даёт показания против него, Лорас будет передан суду, в то время как Маргери арестовывают за враньё Его Воробейшеству. В Винтерфелле Санса выходит замуж за Рамси, который консуммирует их брак, насилуя её перед Вонючкой. |            |                                                                     |                 |                             |                |                     |
| 47 | 7          | «Дар» «The Gift»                                                    | Мигель Сапочник | Дэвид Бениофф и Д. Б. Уайсс | 24 мая 2015    | 5,40                |
| Джон отправляется в Суровый Дом вместе с Тормундом и несколькими разведчиками. Престарелый мейстер Эймон вскоре после этого умирает. На Лилли нападают двое братьев Дозора, но Сэм приходит ей на помощь. Он жестоко избит, и Лилли заботится о нём, после чего они занимаются любовью. Санса просит Вонючку помочь ей сбежать из Винтерфелла, но вместо этого он сообщает об этом Рамси, и тот сдирает кожу со старой служанки, от которой Санса узнала об условном сигнале в башне. В лагере Станниса Мелисандра просит разрешения принести Ширен в жертву, но Станнис отказывается. Джорах и Тирион проданы в рабство Еззану зо Каггазу. Их приводят в ямы; после победы над другими рабами Джорах открывается Дейенерис и сообщает, что привёз ей в подарок Тириона Ланнистера. Мирцелла спрашивает Джейме, зачем он пришёл спасти её, когда она хочет выйти замуж за Тристана. В темнице Тиена заигрывает с Бронном, признавшись, что отравила его. Она даёт ему противоядие после того, как он называет её самой красивой женщиной в мире. Его Воробейшество отказывает Оленне в освобождении Лораса и Маргери. Позже он раскрывает Серсее, что знает о её отношениях с братом Джейме и кузеном Ланселем, и арестовывает её саму. |            |                                                                     |                 |                             |                |                     |
| 48 | 8          | «Суровый Дом» «Hardhome»                                            | Мигель Сапочник | Дэвид Бениофф и Д. Б. Уайсс | 31 мая 2015    | 7,01                |
| Серсея отказывается покаяться в грехах. Квиберн сообщает ей, что Пицель послал за Киваном Ланнистером, чтобы он служил Десницей короля, и что «работа продолжается». Арья принимает обличие Ланы, торговки устрицами. Якен поручает ей узнать всё о человеке, который продаёт страховки на корабли и жулит при этом, и отравить его. Олли спрашивает Сэма, почему Джон доверяет одичалым, вырезавшим деревню Олли, на что Сэм отвечает, что в противном случае Дозору не выстоять против армии мертвецов. Вонючка признаётся Сансе, что инсценировал смерть её младших братьев. Рамси предлагает отцу идти на Станниса и просит у него для вылазки двадцать надёжных парней. В Миэрине Тириону удаётся убедить Дейенерис пощадить Джораха и изгнать его снова. Джорах вместо этого возвращается к Еззану и просит разрешить ему сражаться рабом в Бойцовых Ямах. Дейенерис принимает Тириона в свой совет. Прибыв в Суровый Дом, Джон и Тормунд убеждают около пяти тысяч Одичалых, в том числе Карси, пойти с ними, показывая им драконье стекло и предлагая земли к югу от Стены. Неожиданно на Суровый Дом нападает армия упырей, и Джон со своими разведчиками помогает защищать его. Белый Ходок атакует Джона, но гибнет от его валирийского меча. Когда Джон, немногие выжившие в бою разведчики и одичалые уплывают, они видят, как Король Ночи воскрешает убитых, и те становятся упырями. |            |                                                                     |                 |                             |                |                     |
| 49 | 9          | «Танец драконов» «The Dance of Dragons»                             | Дэвид Наттер    | Дэвид Бениофф и Д. Б. Уайсс | 7 июня 2015    | 7,14                |
| В разгар снежной бури лазутчики Рамси сжигают припасы в лагере Станниса. Мелисандра убеждена, что надо принести хорошую жертву, чтобы добраться до Винтерфелла, и Станнис неохотно жертвует дочерью, принцессой Ширен. Её заживо сжигают на костре, в то время как она отчаянно взывает к родителям. Джон и Одичалые возвращаются на Стену, их приход вызывает недовольство среди Ночного дозора. В Дорне принц Доран Мартелл позволяет Джейме вернуться в Королевскую Гавань с Мирцеллой при условии, что Тристан будет сопровождать их и примет участие в работе Малого Совета вместо Оберина. В Миэрине бои в бойцовых ямах возобновляются, и Дейенерис шокирована, увидев Джораха, сражающегося, чтобы получить её прощение. Он успешно бьётся, но в разгар схватки происходит ожесточённая атака Сынов Гарпии, которые окружают Дейенерис и её приближённых. Когда кажется, что фатальный исход неизбежен, прилетает Дрогон, сжигая изрядное количество мятежников, и Дейенерис, взобравшись на дракона, улетает из Миэрина. |            |                                                                     |                 |                             |                |                     |
| 50 | 10         | «Милосердие Матери» «Mother's Mercy»                                | Дэвид Наттер    | Дэвид Бениофф и Д. Б. Уайсс | 14 июня 2015   | 8,11                |
| Сэм, Лилли и её ребёнок уезжают в Старомест, где Сэм будет учиться на мейстера. Отчаявшаяся Селиса вешается, половина войска Станниса покидает его, забрав с собой всех лошадей, Мелисандра бежит в Чёрный Замок. Несмотря на это, Станнис нападает на Винтерфелл, но силы Болтонов, выйдя на защиту Винтерфелла, полностью уничтожат его армию. В лесу возле Винтерфелла раненого Станниса находит Бриенна Тарт, которой он признается в том, что убил своего брата Ренли, Бриенна казнит Станниса. Санса пытается бежать, но её останавливает Миранда, целясь в неё из лука. Вонючка убивает Миранду и спрыгивает с Сансой со стены Винтерфелла. Джейме, Мирцелла, Бронн и Тристан уплывают из Дорна. Прощаясь с Мирцеллой, Эллария награждает ее отравленным поцелуем. Серсея кается в грехе прелюбодеяния с Ланселем Ланнистером, ей отрезают волосы и заставляют пройти голой по улицам до Красного Замка. Люди насмехаются над ней, оскорбляют, плюют и швыряют грязью. В замке её встречают члены Малого Совета, и Квиберн представляет нового члена Королевской гвардии. В море Мирцелла, признавшись Джейме, что знает, что она его дочь, умирает от яда Элларии. Арья проникает в бордель и убивает сира Мерина Транта. Якен «умирает», чтобы оплатить Многоликому Богу украденную Арьей жизнь; Арья слепнет. Варис прибывает в Миэрин, чтобы править городом вместе с Тирионом, Серым Червём и Миссандеей, в то время как Даарио и Джорах ищут унесённую драконом Дейенерис, которая натолкнулась в горах на дотракийский кхаласар. В Чёрном Замке группа братьев, включая Аллисера и Олли, предательски закалывают Джона. |            |                                                                     |                 |                             |                |                     |

## В ролях

### Основной состав
| - Питер Динклэйдж — Тирион Ланнистер (10 эпизодов) - Николай Костер-Вальдау — Джейме Ланнистер (7 эпизодов) - Лина Хиди — Серсея Ланнистер (8 эпизодов) - Эмилия Кларк — Дейенерис Таргариен (8 эпизодов) - Кит Харингтон — Джон Сноу (9 эпизодов) - Эйдан Гиллен — Петир «Мизинец» Бейлиш (6 эпизодов) - Чарльз Дэнс — Тайвин Ланнистер (1 эпизод) - Натали Дормер — Маргери Тирелл (5 эпизодов) - Стивен Диллэйн — Станнис Баратеон (8 эпизодов) - Лиам Каннингем — Давос Сиворт (7 эпизодов) - Кэрис ван Хаутен — Мелисандра (6 эпизодов) - Индира Варма — Эллария Сэнд (5 эпизодов) - Конлет Хилл — Варис (4 эпизода) - Джон Брэдли — Сэмвелл Тарли (9 эпизодов) | - Софи Тёрнер — Санса Старк (9 эпизодов) - Мэйси Уильямс — Арья Старк (6 эпизодов) - Ханна Мюррей — Лилли (6 эпизодов) - Джером Флинн — Бронн (6 эпизодов) - Альфи Аллен — Теон Грейджой / «Вонючка» (6 эпизодов) - Михиль Хаусман — Даарио Нахарис (7 эпизодов) - Натали Эммануэль — Миссандея (7 эпизодов) - Гвендолин Кристи — Бриенна Тарт (6 эпизодов) - Кристофер Хивью — Тормунд Великанья Смерть (5 эпизодов) - Том Влашиха — Якен Хгар (6 эпизодов) - Дин-Чарльз Чэпмен — Томмен Баратеон (5 эпизодов) - Майкл Макэлхаттон — Русе Болтон (4 эпизода) - Иван Реон — Рамси Болтон (6 эпизодов) - Иэн Глен — Джорах Мормонт (8 эпизодов) |

### Приглашённые актёры
| На и за Стеной: - Питер Вон — Мейстер Эймон (3 эпизода) - Оуэн Тил — Аллисер Торн (7 эпизодов) - Брайан Форчун — Отелл Ярвик (6 эпизодов) - Майкл Кондрон — Боуэн Марш (7 эпизодов) - Доминик Картер — Янос Слинт (3 эпизода) - Бен Кромптон — Эддисон Толлетт (8 эпизодов) - Дж. Дж. Мёрфи — Денис Маллистер (1 эпизод) - Уилл О’Коннелл — Тоддер (1 эпизод) - Бренок О’Коннор — Олли (9 эпизодов) - Киаран Хайндс — Манс-Налётчик (1 эпизод) - Биргитта Йорт Сёренсен — Карси (1 эпизод) - Захари Бахаров — Лобода (1 эпизод) - Росс О’Хеннесси — Костяной Лорд (1 эпизод) - Мюррей Макартур — Дим Далба (1 эпизод) - Иэн Уайт — Вун Вун (2 эпизода) - Али Лайонс — Джонна (2 эпизода) - Ричард Брейк — Король Ночи (1 эпизод) На Севере: - Элизабет Уэбстер — Уолда Болтон (3 эпизода) - Тара Фицджеральд — Селиса Баратеон (6 эпизодов) - Керри Инграм — Ширен Баратеон (5 эпизодов) - Шарлотта Хоуп — Миранда (4 эпизода) - Эндрю МакКлэй — Абердольф Длиннобородый (1 эпизод) В Долине: - Лино Фасиоль — Робин Аррен (1 эпизод) - Руперт Ванситтарт — Йон Ройс (1 эпизод) - Дэниел Портман — Подрик Пейн (6 эпизодов) В Дорне: - Александр Сиддиг — Доран Мартелл (4 эпизода) - Тоби Себастьян — Тристан Мартелл (4 эпизода) - Кейша Касл-Хьюз — Обара Сэнд (5 эпизодов) - Розабелла Лауренти Селлерс — Тиена Сэнд (5 эпизодов) - Джессика Хенвик — Нимерия Сэнд (5 эпизодов) - Нелл Тайгер Фри — Мирцелла Баратеон (5 эпизодов) - ДеОбия Опарей — Арео Хотах (5 эпизодов) | В Королевской Гавани: - Джулиан Гловер — Великий мейстер Пицель (5 эпизодов) - Антон Лессер — Квиберн (5 эпизодов) - Иэн Гелдер — Киван Ланнистер (3 эпизода) - Роджер Эштон-Гриффитс — Мейс Тирелл (5 эпизодов) - Финн Джонс — Лорас Тирелл (4 эпизода) - Дайана Ригг — Оленна Тирелл (2 эпизода) - Юджин Саймон — Лансель Ланнистер (5 эпизодов) - Иэн Битти — Мерин Трант (6 эпизодов) - Хафтор Юлиус Бьёрнссон — Григор Клиган (1 эпизод) - Пол Бентли — Верховный септон (2 эпизода) - Джонатан Прайс — Его Воробейшество (5 эпизодов) - Ханна Уэддингем — Септа Унелла (3 эпизода) - Уилл Тюдор — Оливар (4 эпизода) - Джозефина Гиллан — Марея (1 эпизод) В Браавосе: - Марк Гэтисс — Тихо Несторис (1 эпизод) - Гэри Оливер — Тернесио Терис (1 эпизод) - Энгус Макнамара — Тощий (2 эпизода) - Фэй Марсей — Бродяжка (4 эпизода) - Сарина Софаир — Лара (2 эпизода) - Хэтти Готобед — Гита (2 эпизода) В Заливе работорговцев: - Иэн Макэлхинни — Барристан Селми (4 эпизода) - Джейкоб Андерсон — Серый Червь (5 эпизодов) - Рис Ной — Моссадор (2 эпизода) - Джоэл Фрай — Хиздар зо Лорак (6 эпизодов) - Энцо Чиленти — Еззан зо Каггаз (2 эпизода) - Адевале Акиннуойе-Агбадже — Малко (2 эпизода) - Мина Райанн — Вала (2 эпизода) Во флэшбеке: - Джоди Мэй — Мэгги-Лягушка (1 эпизод) - Нелл Уильямс — молодая Серсея Ланнистер (1 эпизод) - Изабелла Стейнбарт — Мелара Хезерспун (1 эпизод) |

## Производство
8 апреля 2014 года телеканал HBO продлил сериал на пятый сезон.

### Команда
Сценаристы пятого сезона — исполнительные продюсеры и шоураннеры Дэвид Бениофф и Д. Б. Уайсс (7 эпизодов), продюсер Брайан Когман (2 эпизода) и Дэйв Хилл (1 эпизод), ранее работавший ассистентом Бениоффа и Уайсса. Джордж Мартин, написавший по одному эпизоду для каждого из предыдущих сезонов, для пятого сезона не написал ничего, так как был занят завершением шестого романа серии под названием «Ветра зимы». Команда режиссёров пятого сезона — Майкл Словис (эпизоды 1 и 2), Марк Майлод (эпизоды 3 и 4), Джереми Подесва (эпизоды 5 и 6), Мигель Сапочник (эпизоды 7 и 8) и Дэвид Наттер (эпизоды 9 и 10). Наттер — единственный режиссёр, уже работавший над «Игрой престолов», для остальных этот сезон стал дебютным.

### Сценарий
Пятый сезон содержит больше оригинального материала, чем предыдущие. Отличия от романов Мартина объясняются отчасти тем, как сериал охватил большую часть опубликованного материала цикла, отчасти мнением режиссёров о возможностях актёров.

### Съёмки

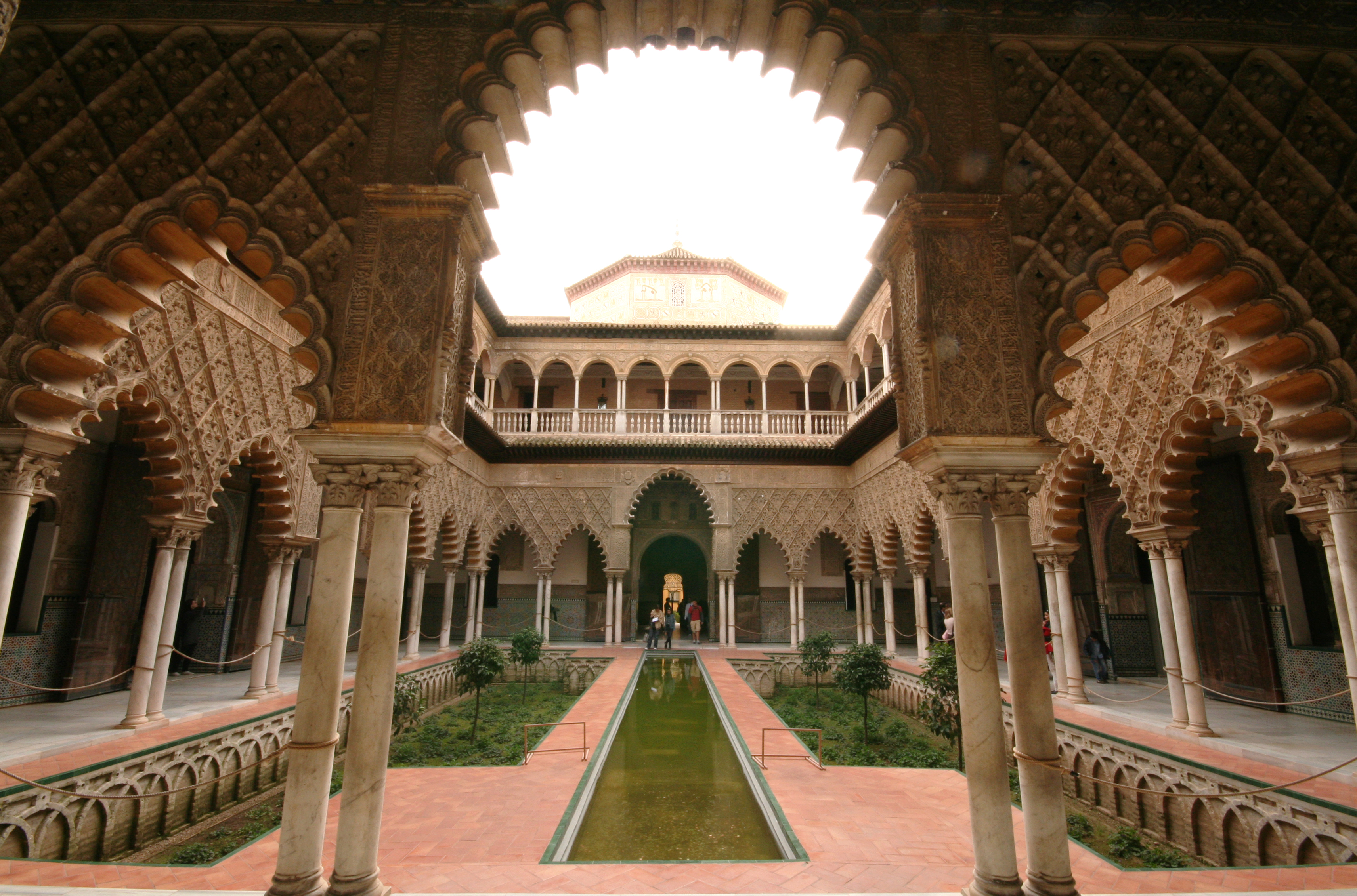
Севильский Алькасар был использован для изображения Водных Садов Дорна.

Съёмки сезона начались в июле 2014 года в Белфасте и завершились в декабре того же года. В Северной Ирландии съёмки проходили в Titanic Studios и на обрыве горы Биневено. Сцены в Винтерфелле снимались в деревне Манигласс.
Некоторые сцены в княжестве Дорн снимались в Испании в октябре 2014 года, в том числе были задействованы Севильский Алькасар и Университет Осуны. 14 октября отсняли несколько сцен на Римском мосту в Кордове. Бениофф и Уайсс сообщили, что в пятом сезоне будут флешбэки, которых они раньше избегали, и что роль Волантиса сыграет Кордова.
«Путь покаяния» Серсеи из «Танца с драконами» снимался в начале октября 2014 года в Дубровнике на улице Страдун между Собором Вознесения Девы Марии и Дворцом Спонца. Во фрагментах, где видно обнажённое тело Серсеи, задействована дублёрша Лины Хиди.
Сцены в Миэрине снова снимались во дворце Диоклетиана в Сплите и в крепости Клис к северу Сплита.
Отдельные места Браавоса снимались в хорватском городке XVI в. Каштел Гомилица на побережье Адриатического моря.

### Кастинг
В пятом сезоне актёры Дин-Чарльз Чэпмен (Томмен Баратеон), Натали Эммануэль (Миссандея), Михиль Хаусман (Даарио Нахарис), Майкл Макэлхаттон (Русе Болтон), Индира Варма (Эллария Сэнд) и Том Влашиха (Якен Хгар) перешли в основной актёрский состав.
В сезоне появляется новое место действия — Дорн. Александр Сиддиг сыграл Дорана Мартелла, правящего принца Дорна и старшего брата Оберина Мартелла, а роль его сына и наследника Тристана Мартелла исполнил Тоби Себастьян. Роль дочери Серсеи, Мирцеллы Баратеон, воспитанницы Дорна, обручённой с Тристаном, сыграла Нелл Тайгер Фри; в первых двух сезонах эту роль исполняла Эйми Ричардсон. ДеОбия Опарей играет Арео Хотаха, капитана дворцовой стражи. Роли трёх старших незаконных дочерей Оберина Мартелла, известных как Песчаные Змейки, исполняют Кейша Касл-Хьюз (Обара Сэнд), Джессика Хенвик (Нимерия Сэнд) и Розабелла Лауренти Селлерс (Тиена Сэнд).
В Королевской Гавани Джонатан Прайс появляется в роли Его Воробейшества, лидера воинствующей религиозной группы, а Ханна Уэддингхэм — в роли септы Юнеллы, одной из Праведных. Нелл Уильямс получила роль юной Серсеи Ланнистер во флэшбеках, а Джоди Мэй — роль предсказательницы Мэгги-Лягушки.
За Узким морем Энцо Чиленти сыграл Еззана, юнкайского вельможу и работорговца, а Адевале Акиннуойе-Агбадже — Малко, работорговца, который не появляется в романах.
Среди новых актёров в Чёрном Замке и за Стеной — Майкл Кондрон в роли Боуэна Марша, первого стюарда Ночного Дозора и Захари Бахаров в роли Лободы, лидера одичалых. Джей Джей Мёрфи, игравший Дениса Маллистера, умер в августе 2014 года вскоре после съёмок первых сцен с его участием; замену ему подбирать не стали. В роли Костяного Лорда Росс О’Хеннесси заменил Эдварда Дольяни, последний раз появившегося в премьерном эпизоде третьего сезона «Валар Дохаэрис». Айзек Хэмпстед-Райт (Бран Старк) и Кристиан Нэрн (Ходор) отсутствуют, так как их сюжетная линия в предыдущем сезоне достигла конца «Танца с драконами».

### Продвижение
Получасовой документальный фильм «Игра престолов: Один день» (англ. Game of Thrones: A Day in the Life) был показан на HBO 8 февраля 2015 года. Он посвящён одному дню производства пятого сезона на трёх площадках — в Белфасте, Дубровнике и Осуне — с точки зрения главных членов съёмочной группы. Первый официальный трейлер сезона вышел 30 января 2015 года, второй — 9 марта того же года. Мировая премьера первого эпизода состоялась в Тауэре 18 марта 2015 года.

### Утечки
11 апреля, до премьеры сезона, экранные копии первых четырёх эпизодов появились на нескольких сайтах-файлообменниках.

### Адаптации
Российская фолк-группа «Мельница» записала проморолик к пятому сезону сериала, премьера которого готовилась на канале РЕН ТВ в ноябре 2015 года.

## Реакция

### Отзывы критиков
Первые четыре эпизода заранее получили положительную оценку критиков. На Metacritic рейтинг сезона составляет 91 из 100, основываясь на 29 рецензиях, что означает «всеобщее признание». На Rotten Tomatoes сезон держит 95 % «свежести» от 52 критиков со средним рейтингом 8.6 из 10.

### Награды
| Год  | Премия                                          | Категория                                                    | Номинант(ы) | Результат |
| ---- | ----------------------------------------------- | ------------------------------------------------------------ | --- | --------- |
| 2015 | 5-я церемония Critics' Choice Television Awards | Лучший драматический сериал                                  | «Игра престолов» | Номинация |
| 2015 | 31-я церемония премии TCA                       | Выдающиеся достижения в драме                                | «Игра престолов» | Номинация |
| 2015 | 31-я церемония премии TCA                       | Программа года                                               | «Игра престолов» | Номинация |
| 2015 | 67-я церемония премии «Эмми»                    | Лучшая режиссура драматического сериала                      | Дэвид Наттер за «Милосердие Матери» | Победа    |
| 2015 | 67-я церемония премии «Эмми»                    | Лучшая режиссура драматического сериала                      | Джереми Подесва за «Непокорные, несгибаемые, несломленные»                                                                                       | Номинация |
| 2015 | 67-я церемония премии «Эмми»                    | Лучший сценарий драматического сериала                       | Дэвид Бениофф и Д. Б. Уайсс за «Милосердие Матери»                                                                                               | Победа    |
| 2015 | 67-я церемония премии «Эмми»                    | Лучший драматический сериал                                  | «Игра престолов» | Победа    |
| 2015 | 67-я церемония премии «Эмми»                    | Лучшая мужская роль второго плана в драматическом сериале    | Питер Динклэйдж за роль Тириона Ланнистера | Победа    |
| 2015 | 67-я церемония премии «Эмми»                    | Лучшая женская роль второго плана в драматическом сериале    | Эмилия Кларк в роли Дейенерис Таргариен | Номинация |
| 2015 | 67-я церемония премии «Эмми»                    | Лучшая женская роль второго плана в драматическом сериале    | Лена Хиди в роли Серсеи Ланнистер | Номинация |
| 2015 | 67-я творческая премия «Эмми»                   | Лучший кастинг для драматического сериала                    | Нина Голд, Роберт Штерн и Карла Стронг | Победа    |
| 2015 | 67-я творческая премия «Эмми»                   | Лучшая операторская работа в сериале                         | Фабиан Вагнер за «Суровый Дом» | Номинация |
| 2015 | 67-я творческая премия «Эмми»                   | Лучшая операторская работа в сериале                         | Анетт Хелльмигк за «Сыны Гарпии» | Номинация |
| 2015 | 67-я творческая премия «Эмми»                   | Лучшая операторская работа в сериале                         | Роб Маклаклен за «Танец драконов» | Номинация |
| 2015 | 67-я творческая премия «Эмми»                   | Лучшая операторская работа в сериале                         | Грег Миддлтон за «Непокорные, несгибаемые, несломленные»                                                                                         | Номинация |
| 2015 | 67-я творческая премия «Эмми»                   | Лучшие костюмы в фэнтезийном сериале                         | Мишель Клэптон, Шина Уикэри, Нина Эйрес, Алекс Фордхэм за «Танец драконов»                                                                       | Номинация |
| 2015 | 67-я творческая премия «Эмми»                   | Лучшая приглашённая актриса в драматическом сериале          | Дайана Ригг в роли леди Оленны Тирелл | Номинация |
| 2015 | 67-я творческая премия «Эмми»                   | Лучшие причёски в сериале                                    | Кевин Александр, Кэндис Бэнкс, Розалия Кулора, Гэри Мачин, Лора Поллок, Никола Маунт за «Милосердие Матери»                                      | Номинация |
| 2015 | 67-я творческая премия «Эмми»                   | Лучший грим в сериале (несложный)                            | Джейн Уокер и Никола Мэттьюс за «Милосердие Матери»                                                                                              | Победа    |
| 2015 | 67-я творческая премия «Эмми»                   | Лучшая работа художника-постановщика в фэнтезийной программе | Дебора Райли, Пол Гирардани, Роб Кэмерон за «Его Воробейшество», «Непокорные, несгибаемые, несломленные» и «Суровый Дом»                         | Победа    |
| 2015 | 67-я творческая премия «Эмми»                   | Лучший сложный грим в сериале                                | Джейн Уокер, Барри Гоуэр и Сара Гоуэр за «Суровый Дом»                                                                                           | Номинация |
| 2015 | 67-я творческая премия «Эмми»                   | Лучший монтаж в драматическом сериале                        | Тим Портер за «Суровый Дом» | Номинация |
| 2015 | 67-я творческая премия «Эмми»                   | Лучший монтаж в драматическом сериале                        | Кэти Уэйланд за «Танец драконов» | Победа    |
| 2015 | 67-я творческая премия «Эмми»                   | Лучший звуковой монтаж в сериале                             | Тим Киммел, Пола Фэрфилд, Брэдли С. Катона, Питер Беркович, Дэвид Клоц, Джеффри Уилхойт, Дилан Т. Уилхойт за «Суровый Дом»                       | Победа    |
| 2015 | 67-я творческая премия «Эмми»                   | Лучший звук в сериале                                        | Ронан Хилл, Ричард Дайер, Оннали Блэнк, Мэттью Уотерс за «Суровый Дом»                                                                           | Победа    |
| 2015 | 67-я творческая премия «Эмми»                   | Лучшие визуальные эффекты                                    | Стив Куллбак, Джо Бауэр, Адам Чейзен, Джаббар Райсани, Эрик Карни, Стюарт Брисдон, Дерек Спирс, Джеймс Киннингс, Мэттью Роло за «Танец драконов» | Победа    |
| 2015 | 67-я творческая премия «Эмми»                   | Лучшая постановка трюков в сериале                           | Роули Ирлам | Победа    |
| 2016 | People's Choice Awards                          | Любимое телешоу                                              | «Игра престолов» | Ожидается |
| 2016 | People's Choice Awards                          | Любимое фантастическое телешоу                               | «Игра престолов» | Ожидается |
| 2016 | People's Choice Awards                          | Любимая фантастическая телеактриса                           | Эмилия Кларк | Ожидается |

## Показ
Сезон одновременно показывался в приблизительно 170 странах по всему миру телеканалом HBO и его партнёрами.